# Pierre Lafon (résistant)
Pour les articles homonymes, voir Pierre Lafon.
Pierre Lafon, né le 11 août 1904 à Albi et mort pour la France le 28 avril 1942 à Rotonda-Signali, est un résistant français, Compagnon de la Libération. Jeune professeur de lettres, il décide de se rallier à la France libre au début de la Seconde Guerre mondiale et combat en Afrique où il est tué lors d'un combat contre l'armée italienne.

## Biographie

### Jeunesse et engagement
Pierre Lafon naît à Albi le 11 août 1904. En 1932, il obtient une licence de lettre et exerce comme professeur.

### Seconde Guerre mondiale
Réformé du service militaire, il n'est pas immédiatement mobilisé en 1939 mais est rappelé en avril 1940. Affecté à la caserne Vauban de Sète, il y suit les cours d'élève aspirant de réserve avant que l'armistice du 22 juin 1940 n'interrompe brutalement sa formation. Désireux de poursuivre le combat, il décide de se rallier à la France libre et part pour l'Angleterre. D'abord affecté à l'état-major à Londres, il fait ensuite partie du bataillon de chasseurs de Camberley. Après la dissolution de celui-ci, il est déplacé au camp d'Old Dean pour un stage d'élève aspirant. Promu à ce grade en mai 1941, il est envoyé à Beyrouth où il est affecté au bataillon du Pacifique (BP1) avec lequel il participe à la guerre du désert en Libye.
Au début de l'année 1942, la 1re Brigade française Libre Indépendante (1re BFL) du général Kœnig, à laquelle appartient le BP1, s'installe sur l'oasis de Bir Hakeim qu'elle fortifie en vue d'une attaque italienne. Le 28 avril 1942, au cours d'une patrouille à Rotonda-Signali, au sud de Bir Hakeim, une patrouille menée par l'aspirant Lafon est stoppée par une colonne ennemie. Faisant répliquer sa colonne au fusil-mitrailleur, il réussit à freiner le groupe italien et ordonne à ses hommes de retourner au camp alors qu'il reste seul avec son arme et quelques grenades. Bien que ses camarades l'encouragent à venir avec eux, il reste seul face aux italiens et, après avoir épuisé toutes ses grenades et que son fusil se soit enrayé, est tué par une rafale. Il est inhumé près de Derna.
Pierre Lafon est:
 Compagnon de la Libération à titre posthume par décret du 11 Mai 1943

## Hommages
- À Albi, son nom est inscrit sur le monument aux Morts de la commune[5].
- La 3e promotion de 1978 de l'école militaire des aspirants de Coëtquidan a été baptisée en son honneur[6].